# Anne Michaels
Anne Michaels, född 15 april 1958 i Toronto, är en kanadensisk poet och romanförfattare.
Michaels föddes i Toronto, Ontario och studerade vid Vaughan Road Academy och senare vid University of Toronto, där hon för närvarande undervisar. Hennes första bok, The Weight of Oranges (1986), var en diktsamling. Hennes andra bok var diktsamlingen, Miner's Pond och gavs ut (1991). Michaels är mest känd för sin roman Fugitive Pieces, 1997. 
Hennes roman Fugitive Pieces filmatiserades 2007 under samma namn.

### Romaner
- Fugitive Pieces, 1997
- The Winter Vault, 2007

### Lyrik
- The Weight of Oranges, 1986
- Miners Pond, 1991
- Skin Divers, 1999
- Poems, 2000

### Utgivet på svenska
- Minnen av flykt 1997

## Priser och utmärkelser
- Orangepriset 1997 för Fugitive Pieces